# Verfahren zur Ermittlung von Regulationshindernissen in der Arbeitstätigkeit

Regulationsbehinderungen im RHIA

Das Verfahren zur Ermittlung von Regulationshindernissen in der Arbeitstätigkeit (RHIA) besteht aus der Analyse von Regulationsbehinderungen. Unter dem Begriff der Regulationsbehinderung werden solche Belastungen verstanden, die aus unnötigen Behinderungen einer Arbeit entstehen oder die Gesundheit des Arbeitenden gefährden.
Hinweis: RHIA und das zugehörige VERA wurden zwar getrennt entwickelt, werden aber sinnvollerweise immer gemeinsam zur Anwendung gebracht. Dies geht auch aus der letzten, gemeinsamen Veröffentlichung der Verfahren hervor.

## Verfahrensbeschreibung
Regulationsbehinderungen (Bild: Regulationsbehinderungen im RHIA) treten auf, wenn die konkreten Durchführungsbedingungen in Widerspruch zur Zielerreichung geraten. Damit können folgende Konsequenzen verbunden sein:
1. Regulationshindernis: Der Umgang mit der Behinderung erzwingt vom Arbeitenden zusätzlichen Aufwand oder riskantes Handeln.
2. Regulationsüberforderung: Die Behinderung überfordert die allgemeinen Leistungsvoraussetzungen des Arbeitenden im Hinblick auf seine Regulationsfähigkeit.

Regulationshindernisse behindern den Arbeitsablauf direkt; sie erfordern kurzfristige Reaktionen – es entsteht entweder Zusatzaufwand oder Bereitschaft zu riskantem Handeln. Es gibt verschiedene Formen des Zusatzaufwandes:
- Handlungsabbruch, völliger Neubeginn: Dies ist zum Beispiel der Fall, wenn der Arbeitende seinen Arbeitsplatz verlassen muss und sich anschließend in das Problem wieder hineindenken muss.
- Wiederholung einzelner Arbeitsschritte: Bei unbefriedigendem Arbeitsergebnis erfolgt eine mehrfache Korrektur – und damit eine Wiederholung der Arbeitsschritte.
- Zusätzliche nicht vorgesehene Arbeitsschritte: Umweg. Es treten zusätzliche Probleme auf, zum Beispiel ein Bauteil ist nicht lieferbar, eine Umkonstruktion ist erforderlich.
- Erhöhter Handlungsaufwand oder gesteigerte Konzentration: Spiegelnde Monitore oder ungünstige Bedienelemente erschweren einzelne Arbeitsschritte unnötig.

Angenommen, die Menge des Zusatzaufwandes sei konstant, so hat ein Arbeitender bei hoher Zeitbindung (das heißt bei vielen von außen festgelegten Zeitpunkten) mehr Handlungsaufwand pro Zeitintervall, als dies bei niedriger Zeitbindungsstufe der Fall wäre. Der gleiche Betrag von Zusatzaufwand führt also bei stärkerer zeitlicher Bindung zu zunehmender Intensivierung der Regulationsprozesse, das heißt, es ist anspruchsvoller, unter Zeitdruck gleiche Aufgaben zu lösen (Stress), als ohne. Dauerzustände, welche die menschliche Handlungsregulation nicht direkt, sondern vermittelt behindern, werden als Regulationsüberforderungen bezeichnet. Daraus erwächst eine Behinderung des Arbeitshandelns (zum Beispiel Beeinträchtigung der Konzentration oder Aufmerksamkeit) oder Bereitschaft zum riskanten Handeln.
Erhebungsmethode des RHIA-Verfahrens ist das Beobachtungsinterview. Der Arbeitsanalytiker beobachtet und befragt den Arbeitenden während seiner Durchführung der einzelnen Arbeitsaufgaben. Für das Interview des Arbeitenden enthält das RHIA-Manual einen detaillierten Fragenkatalog, mit dem sich Regulationshindernisse gezielt erfragen lassen. Dem Arbeitsanalytiker dient während der Analyse dieser Katalog als strukturierender Leitfaden. Dem Arbeitenden sind konkrete Fragen zu stellen, die sich an die – eher abstrakten – Fragen des RHIA anlehnen.
Die Aufgabenanalyse mit dem RHIA-Verfahren führt zu vier Größen, die unterschiedliche Belastungsaspekte quantifizieren:
- Die Summe des durch Regulationshindernisse hervorgerufenen Zusatzaufwandes gilt als Indikator für die Anstrengungen, die ein Arbeitender unternehmen muss, um Erschwernisse und Unterbrechungen seiner Arbeit auszugleichen.
- Die Stufe der Zeitbindung gibt an, in welchem Ausmaß der Arbeitende betrieblich gesetzte Zeitpunkte beachten muss, beziehungsweise inwieweit ihm zeitliche Dispositionsspielräume offenstehen.
- Die Dauer monotoner Tätigkeiten gibt an, ob der Arbeitende eine Aufgabe ausführt, die durch sehr geringe Denkanforderungen und Gleichförmigkeit bei gleichzeitig hoher Aufmerksamkeitsbindung charakterisiert ist.
- Zeitdruck ist ein Maß zur Beschreibung des geforderten Arbeitstempos.

Ablaufschema beim RHIA

Mit diesen vier Größen lässt sich eine integrierte Bewertung der aufgabenbezogenen psychischen Belastung vornehmen. Der schematische Ablauf des RHIA ist im Bild aufgezeigt.
Mit dem Verfahren zur Ermittlung von „Regulationshindernissen in der Arbeitstätigkeit“ (RHIA) kann ermittelt werden, welchen und wie starken psychischen Belastungen ein Arbeitender bei der Durchführung seiner Arbeitsaufgabe ausgesetzt ist. Die Analyse mit dem RHIA beschränkt sich jedoch auf die „aufgabenbezogenen Belastungen“ der konkreten Arbeitstätigkeit. Belastungen, die nur in einem allgemeinen Zusammenhang zur Arbeitstätigkeit stehen, wie etwa lange Anfahrtswege zum Arbeitsplatz, werden nicht untersucht. Daher bestehen betriebliche Anwendungszwecke in der Ermittlung und Bewertung von Belastungsfaktoren, die mit Arbeitstätigkeiten im gewerblichen Bereich der Industrie verbunden sind. Das Verfahren ermöglicht in diesem Zusammenhang auch die Erarbeitung von Empfehlungen zur Arbeitsplatzgestaltung sowie -strukturierung. Das RHIA besitzt drei Anwendungsfelder:
- Bewertung technisch-organisatorischer Veränderungen im Hinblick auf Humanisierungsmaßnahmen. Eine Untersuchung vor und nach Einführung der Veränderungen kann die Veränderungen der psychischen Belastungen beschreiben. Ein Vergleich verschiedener technisch-organisatorischer Konzepte wird durch die Analyse ähnlicher Arbeitsaufgaben mit unterschiedlichen Randbedingungen möglich.
- Durch die Analyse von zukünftigen Arbeitssystemen können Arbeitsaufgaben so abgeleitet werden, dass belastende Durchführungsbedingungen einer Arbeitsaufgabe von vorneherein vermieden werden.
- Ebenso können Arbeitsaufgaben, die durch den Einsatz neuer Techniken entstehen, mit Hilfe des RHIA-Verfahrens bereits im Stadium des Entwurfs verbessert werden.

## Vor- und Nachteile des RHIA
- Das RHIA unterscheidet, ebenso wie das VERA, zwischen den Anforderungen der Arbeitstätigkeit und den dabei auftretenden möglichen Belastungen. Dadurch wird eine differenzierte Erfassung der tatsächlichen Auswirkungen der Arbeitstätigkeit möglich.
- Der Verfahrensaufbau und die Operationalisierung der RHIA-Merkmale basieren auf der Handlungsregulationstheorie.
- Aus den Ergebnissen der RHIA-Analyse können konkrete Belastungen systematisch innerhalb der Handlungsabfolge gefunden und bezüglich ihrer Auswirkungen bewertet werden. Ausgehend von dieser integrierten Bewertung ist es möglich, Problemzonen zu erkennen und so unmittelbar Gestaltungsvorschläge zu geben.
- Die kombinierte Verwendung von VERA und RHIA kann, wie die Erfahrung zeigt, eine umfassende Grundlage zur Neugestaltung von Arbeitssystemen bieten.
- Aufgrund seiner Komplexität kann das RHIA, ebenso wie das VERA, nur schwer ohne Berater durchgeführt werden.
- Die Verfasser empfehlen die parallele Anwendung der beiden Arbeitsanalyseverfahren RHIA und VERA. Das bedeutet aber hohen Untersuchungsaufwand.